# Polystachya cultriformis
Polystachya cultriformis là một loài thực vật có hoa trong họ Lan. Loài này được (Thouars) Lindl. ex Spreng. miêu tả khoa học đầu tiên năm 1826.